# قوز بالا قوز
قوز بالا قوز فیلمی به کارگردانی مهدی امیرقاسم خانی و نویسندگی سیامک یاسمی و ابراهیم زمانی آشتیانی محصول سال ۱۳۴۹ است.

## بازیگران
- همایون
- نیلوفر
- آرمان
- پیمان
- احمد قدکچیان
- طاهره غفاری
- رفیع حالتی
- گیتا جمالی
- رضا بانکی